# Trondheim-Oslo

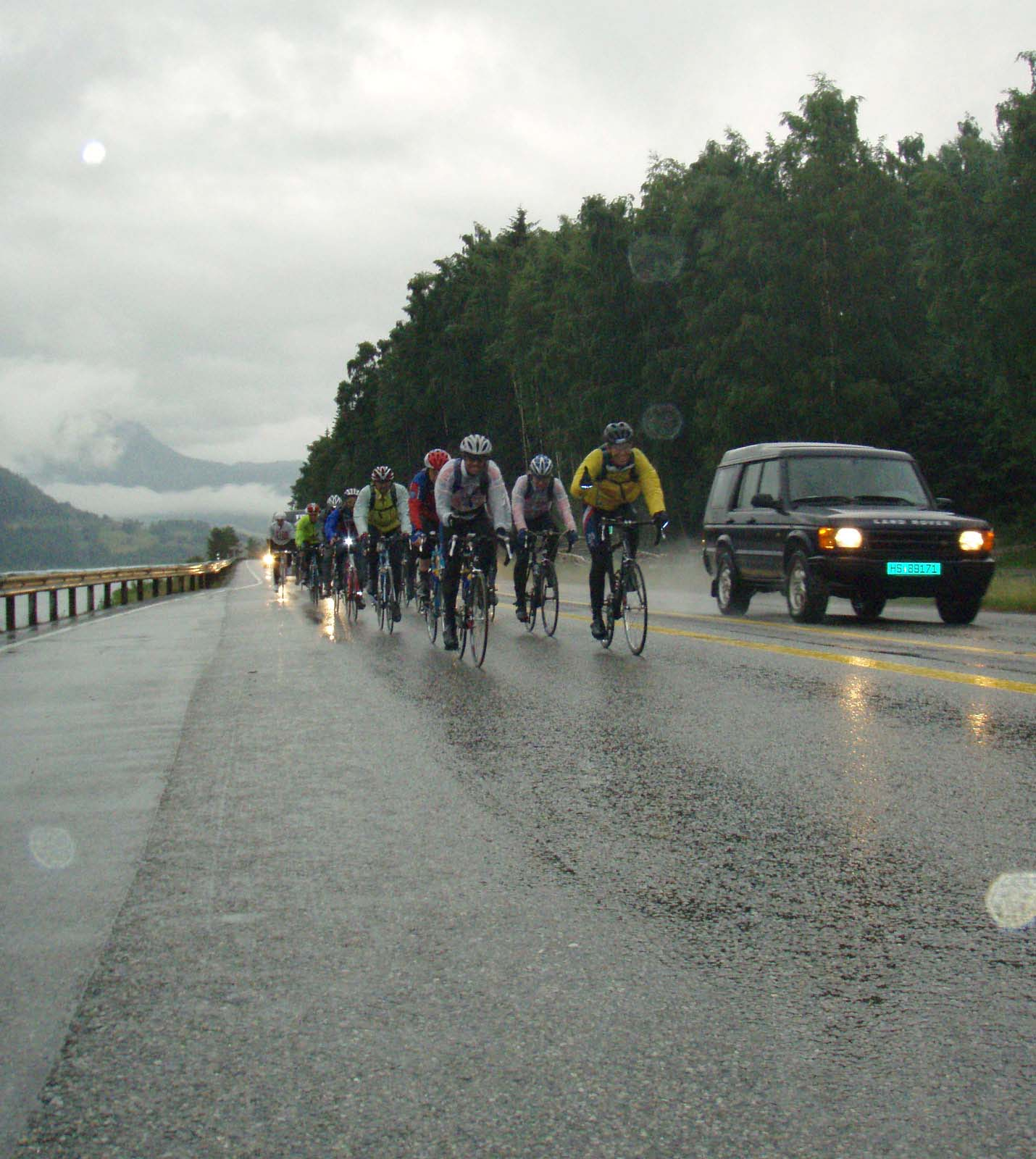
Renners in 2007, ergens in Gudbrandsdalen.

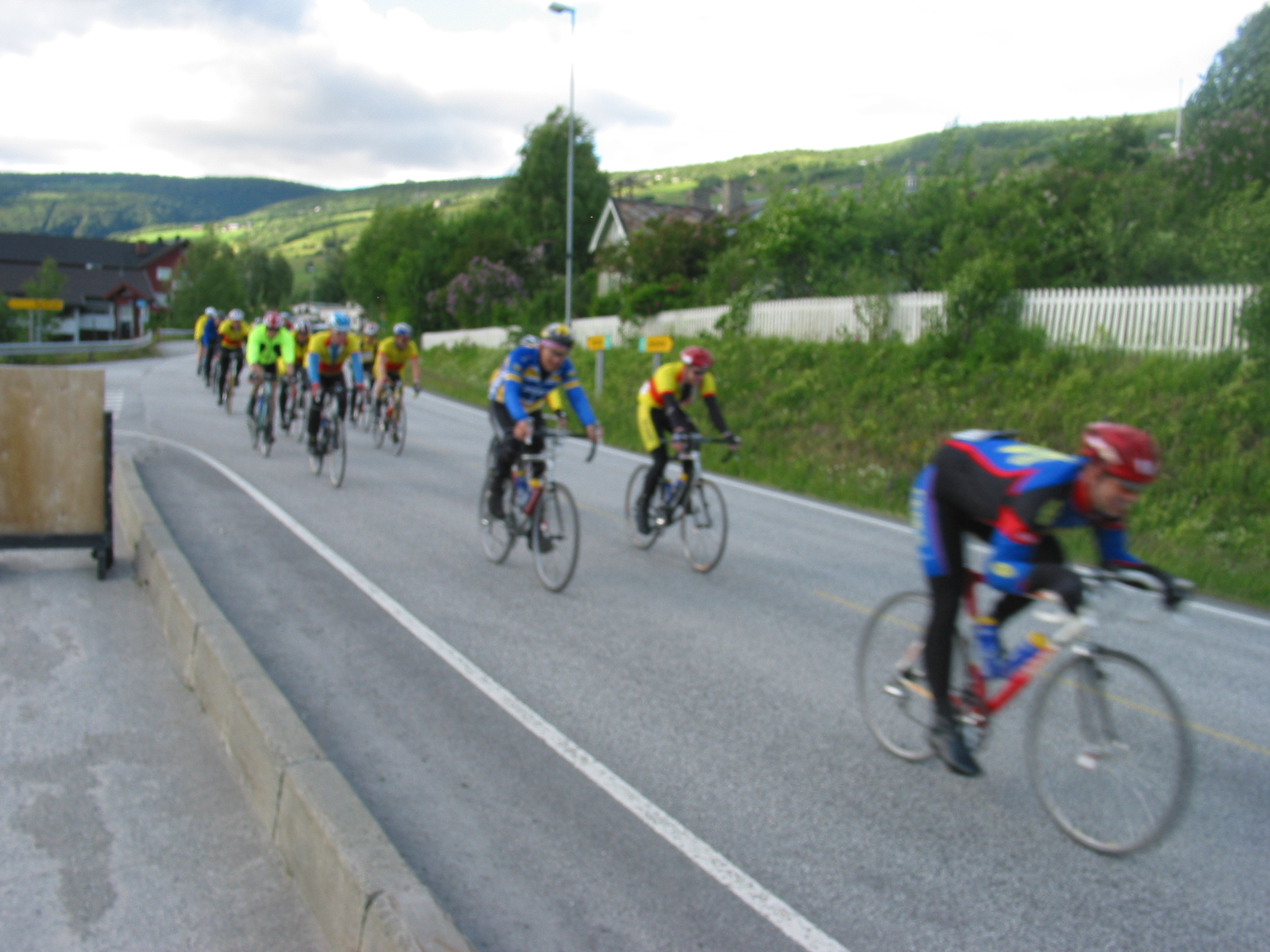
Renners in 2008, in Hundorp.

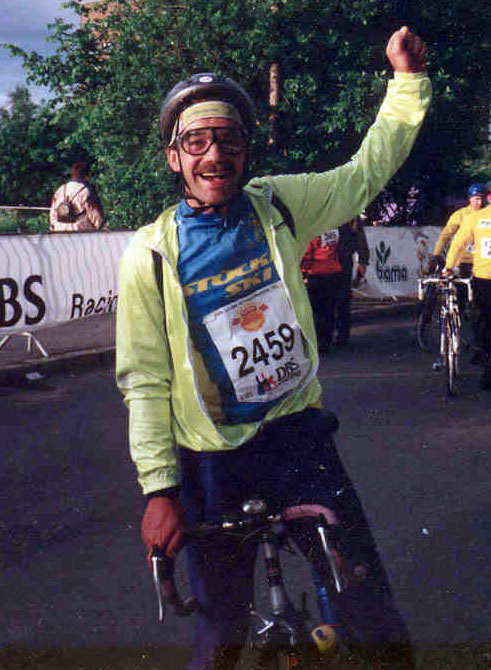
540 km

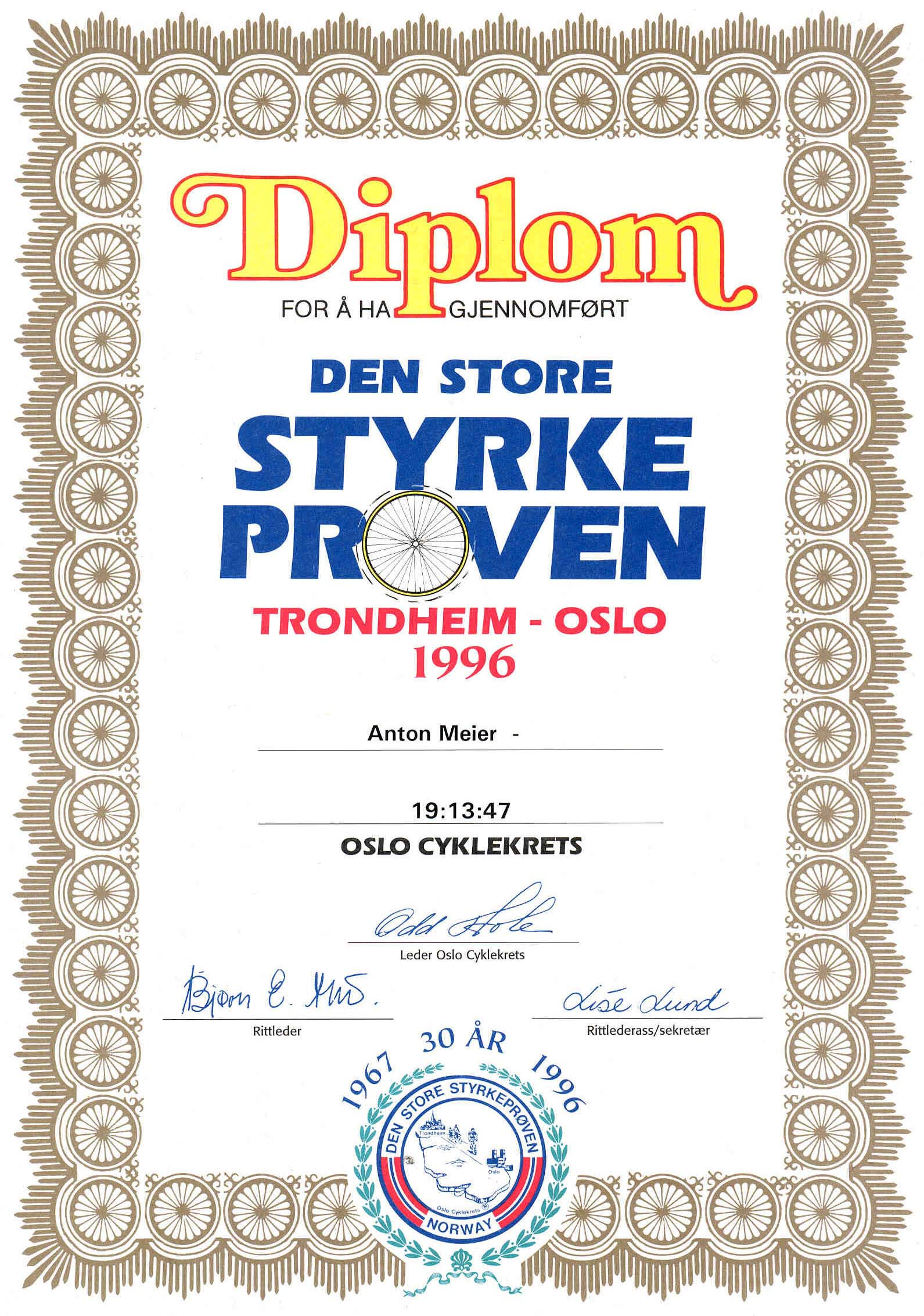
Diploma

Trondheim-Oslo, ook wel bekend als de Den Store Styrkeprøven (Noors: de grote krachtproef) is een bekende non-stoplangeafstand-wielrenwedstrijd en toerrit in Noorwegen, die jaarlijks eind juni georganiseerd wordt, omstreeks de tijd van de zonnewende, wanneer het 's nachts nauwelijks donker wordt. Het werd voor het eerst gereden in 1967.
Het traject voert tussen de steden Trondheim en Oslo en voert over de Dovrefjell. De afstand bedraagt 540 km en het hoogteverschil 3400 meter.

## Den Lille Styrkeprøven
Onder de benaming Den Lille Styrkeprøven (de kleine krachtproef) vindt op dezelfde dag tevens een wedstrijd over een kortere afstand plaats, over 180 km op een deel van het traject, tussen Lillehammer en Oslo.